# بگووو بردو
بگووو بردو (به صربی: Begovo Brdo) یک منطقهٔ مسکونی در صربستان است.